# 甲斐の黒駒

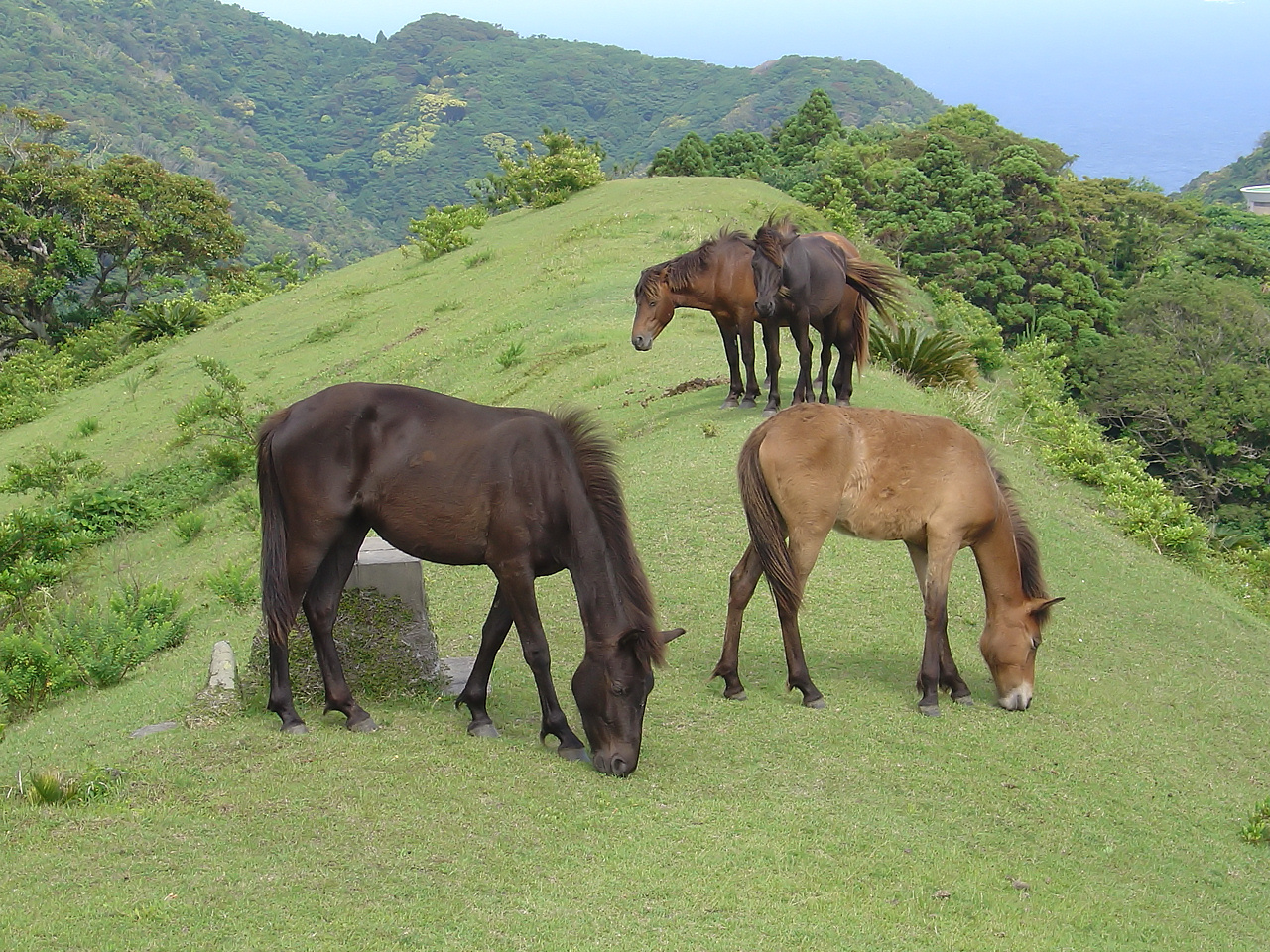
（参考）御崎馬

甲斐の黒駒（かいのくろこま）は、古代甲斐国に関係する伝承。
古代甲斐が良馬の産地であったことから成立したと考えられている伝承で、甲斐から中央へ貢上された駿馬を指す。ヤマトタケルの酒折宮伝承と並び、古代甲斐と中央のヤマト王権との関係を示す伝承としても注目されている。

## 甲斐国における馬の伝来
世界史的には馬は後期旧石器時代から食料として利用されている。家畜化された年代については議論があるが、紀元前4500年から紀元前3500年頃にかけてユーラシア地方で家畜化されたと考えられている。以来、騎馬による遊牧は遠隔地の交易を促進し、軍事的な遠征を可能にし、古代オリエント世界においては幾多の帝国を産む要因にもなった。
東アジアにおいては中国で殷朝後期に馬が伝来し、朝鮮半島においても衛氏朝鮮の時代に馬が飼育されている。日本列島には古墳時代の4世紀から5世紀にかけて馬が伝来し、大型古墳を造成した首長層（甲斐国造）に受け入れられたと考えられているが、山梨県（甲斐国）では4世紀後半代の馬歯が出土しており、山梨を含む中部高地には西日本に先行する古い段階で馬が渡来したと見られている。

## 甲斐の黒駒

### 記紀における甲斐の黒駒伝承
甲斐の黒駒に関する伝承は『日本書紀』雄略記に記されている。『書記』雄略天皇13年）（479年）9月条の歌物語によれば、雄略は不実を働いた木工・韋那部真根（こだくみ・いなべのまね）を処刑しようとするが思い直し、韋那部を赦免する際に刑場に駿馬を使わした。このときの駿馬が「甲斐の黒駒」であるという。
雄略朝にはこれと同様の逸話が数多く存在し、『書記』においても雄略12年（478年）10月壬午条に黒駒伝承と類似した話があることが指摘されている。このため、必ずしも雄略朝にあたる5世紀後半期の史実ではなく、書記編纂時の歴史的事実が反映されている可能性が考えられている。高橋富雄は書記編纂時に甲斐国産の馬が都で早馬として使われていた可能性を指摘し、平川南は古代において東山道と東海道を結ぶ地点に位置する甲斐国において、早馬が配されていたと指摘している。
『続日本紀』天平3年（731年）12月21日条では甲斐国司・田辺史広足（かいこくし・たなべのふひとひろたり）が朝廷に神馬を献上した瑞祥を伝えている。このため田辺史は恩賞を受け甲斐では庸・調が免除され、全国的な大赦が行われたという。田辺史氏は馬飼技術をもった渡来系氏族であると考えられており、天平勝宝2年（750年）には後に御牧が設置される上毛野君に任じられている。
天武天皇元年（672年）には上方で大友皇子（弘文天皇）に対して大海人皇子（後の天武天皇）が挙兵した壬申の乱が発生する。『書記』に拠れば、壬申の乱において大海人皇子方の軍平として姓名不詳の「甲斐の勇者」の活躍が記されている。「甲斐の勇者」は甲斐国の郡司階級の地方豪族の一族であるとも考えられているが、壬申の乱では騎馬で大友皇子方の武将・廬井鯨（いおいのくじら）を射たという。この逸話から、古代の甲斐は馬産地であるだけでなく、馬を扱う騎馬兵も擁していたと考えられている。

### 聖徳太子伝承の付加と甲斐の馬貢

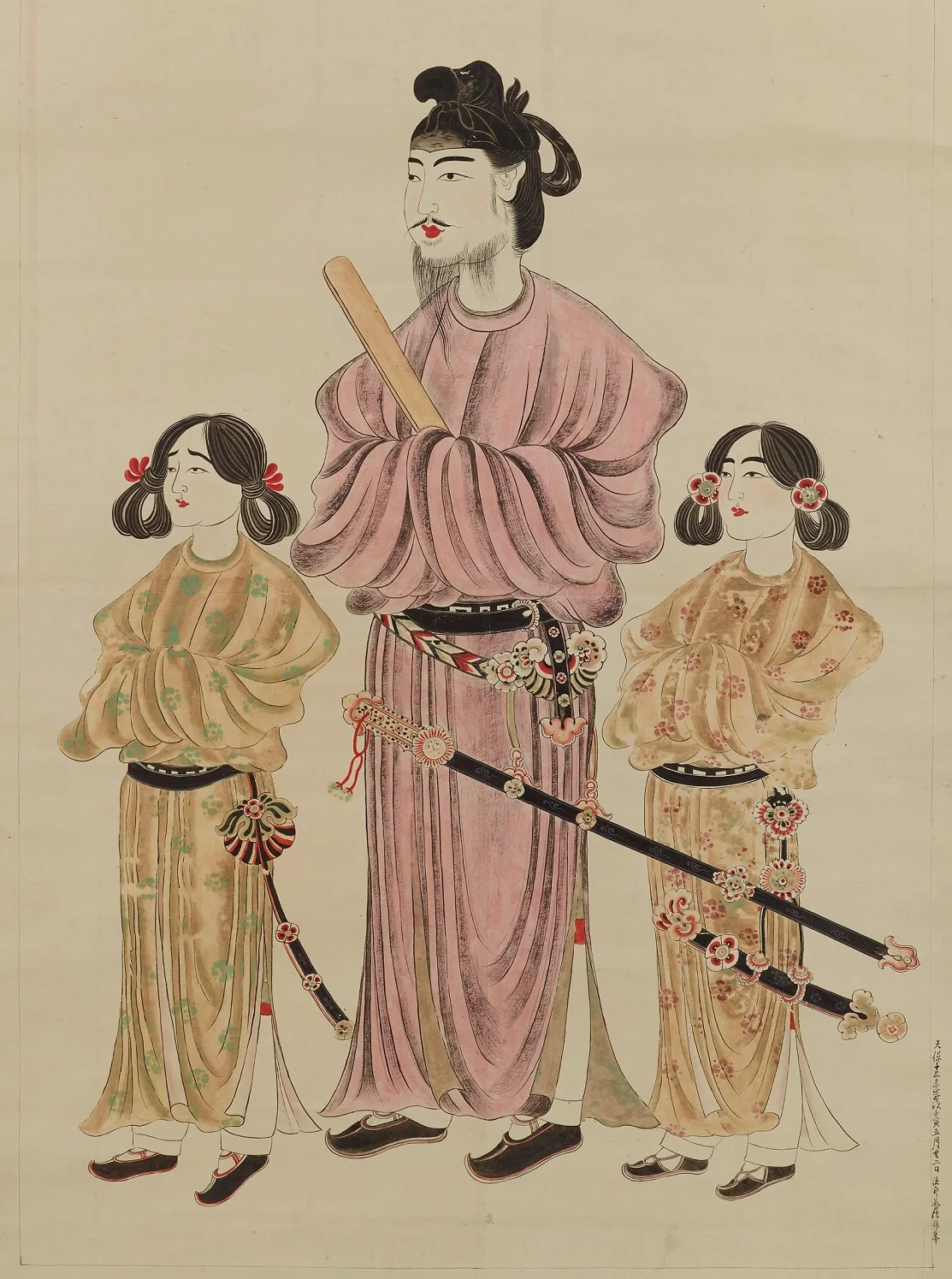
聖徳太子肖像

平安時代には、黒駒伝承に聖徳太子（厩戸皇子）と関係させる説話が加わる。太子は7世紀初頭の推古朝を主導した皇族で、後に太子信仰の成立に伴い数々の伝説が生じている。『聖徳太子伝暦』や『扶桑略記』によれば、太子は推古天皇6年（598年）4月に諸国から良馬を貢上させ、献上された数百匹の中から四脚の白い甲斐の烏駒（くろこま）を神馬であると見抜き、舎人の調使麿に命じて飼養する。同年9月に太子が試乗すると馬は天高く飛び上がり、太子と調使麿を連れて東国へ赴き、富士山を越えて信濃国まで至ると、3日を経て都へ帰還したという。
『伝暦』は平安初期に成立した太子関係の説話を集める『上宮聖徳太子伝補闕記』や太子伝の類を参照して記されたと言われ、『扶桑略記』も『伝暦』をベースにしている。現在伝わる『補闕記』には太子の所有していた飛行能力を持つ鳥斑の馬の産地を甲斐とする記述は見られず、舎人の調使麿は別箇所の片岡山飢人説話において登場していることから、『伝暦』の作者により『書記』以来の黒駒伝承と関連付けた創作が含まれていると考えられている。ほか、太子と黒駒説話には『水鑑』では多くの類話が成立し、大江匡房『本朝神仙伝』では太子が黒駒で全国に至った説話に発展する。また、『聖徳太子絵伝』（国宝、東京国立博物館所蔵）では富士を越える様子が描かれた。
なお、調使氏は厩戸皇子の上宮王家に奉仕する渡来系氏族であることが確認されており、諸国からの貢物管理を担当している。また、上宮王家の家政機関には馬を飼育する馬司の存在が指摘されており（伊藤敦史による）、甲斐巨麻郡には上宮王家と関係のある壬生部が置かれている。また、平安時代には甲斐はじめ東国の4か国には御牧が成立し朝廷への貢上が行われているが、長屋王家木簡によれば8世紀から甲斐はじめ東国からの貢上が確認されており、伝承の背景となった歴史的事情の検討が行われている。

### 甲斐の黒駒の再現

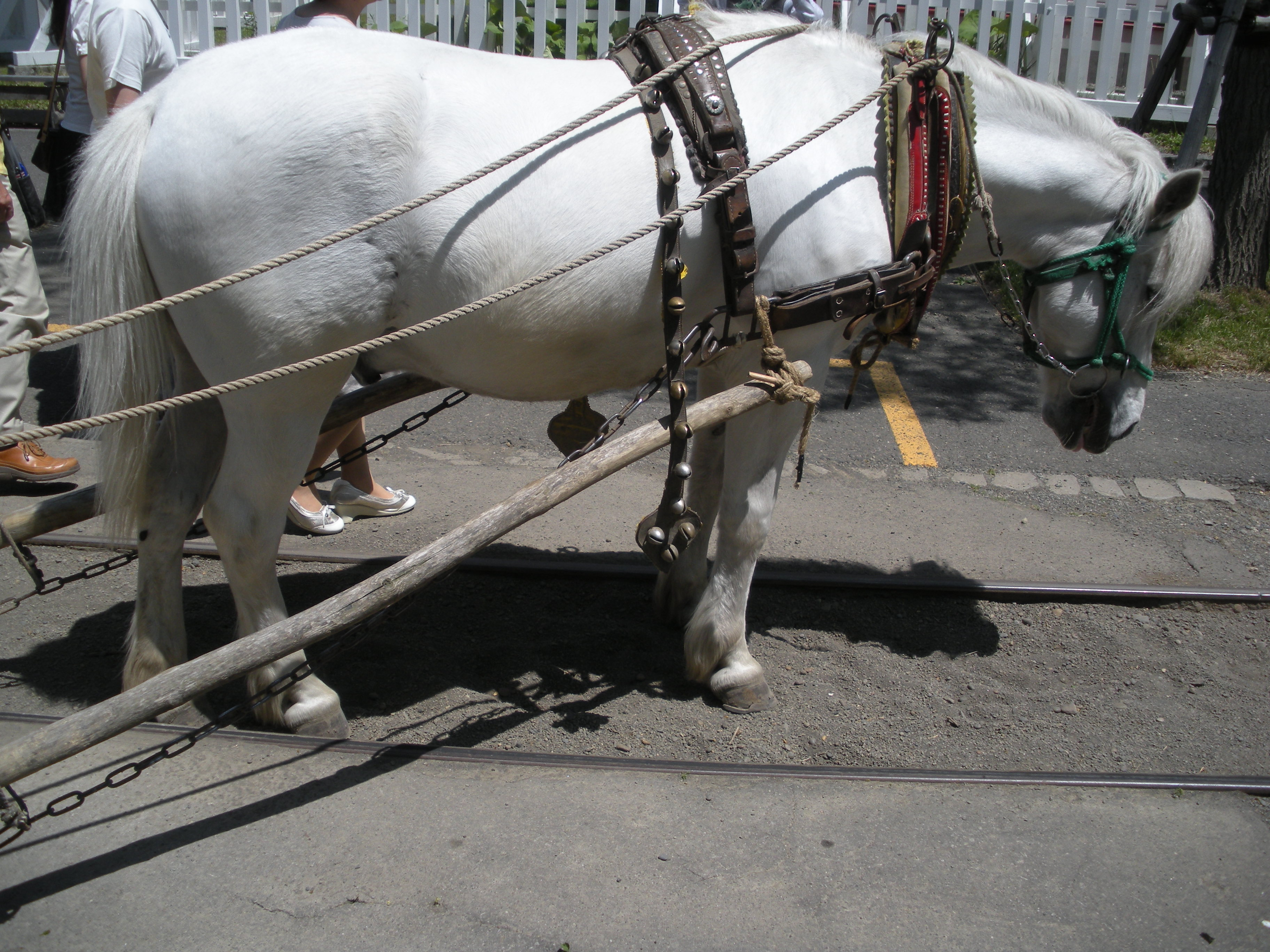
北海道和種

記紀に記される甲斐の黒駒」の特徴は「黒い馬（青毛）」「身体は黒、髪と尾が白」「身体が黒、四肢が白」の特徴を持つとされる。平安時代後期から鎌倉時代には甲斐源氏の一族・南部氏が東北地方へ移住しているが、日本在来馬の北海道和種は江戸時代に松前藩が南部藩から南部馬を導入し、繁殖させたもので、「甲斐の黒駒」に近いとされる。山梨県南都留郡鳴沢村鳴沢の紅葉台木曽馬牧場では、1989年から北海道和種と木曽馬の交配により青毛の馬を再現する試みも行われている。

## 考古学的見地からの甲斐の馬

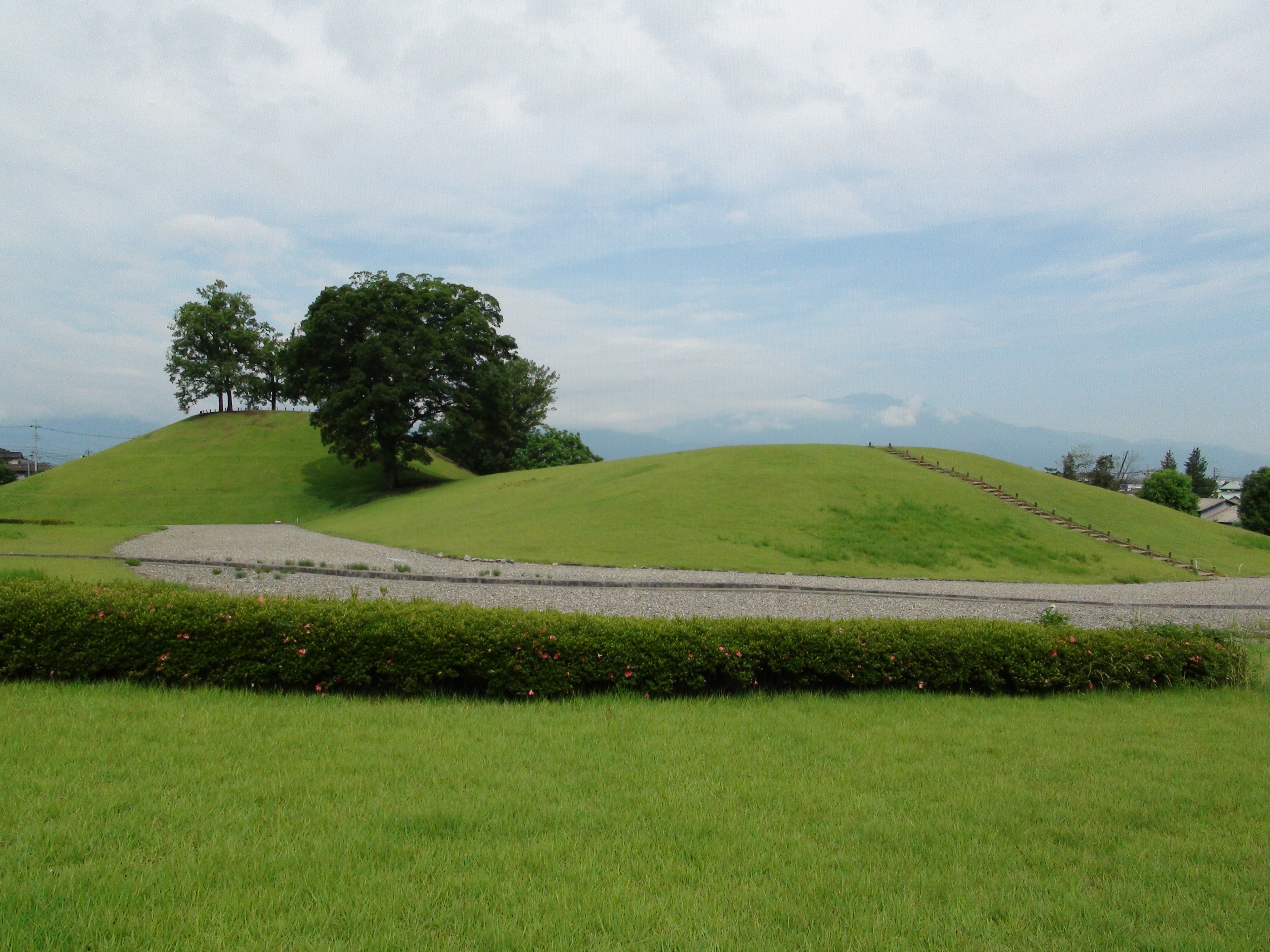
甲斐銚子塚古墳

### 古墳時代の馬とヤマト王権

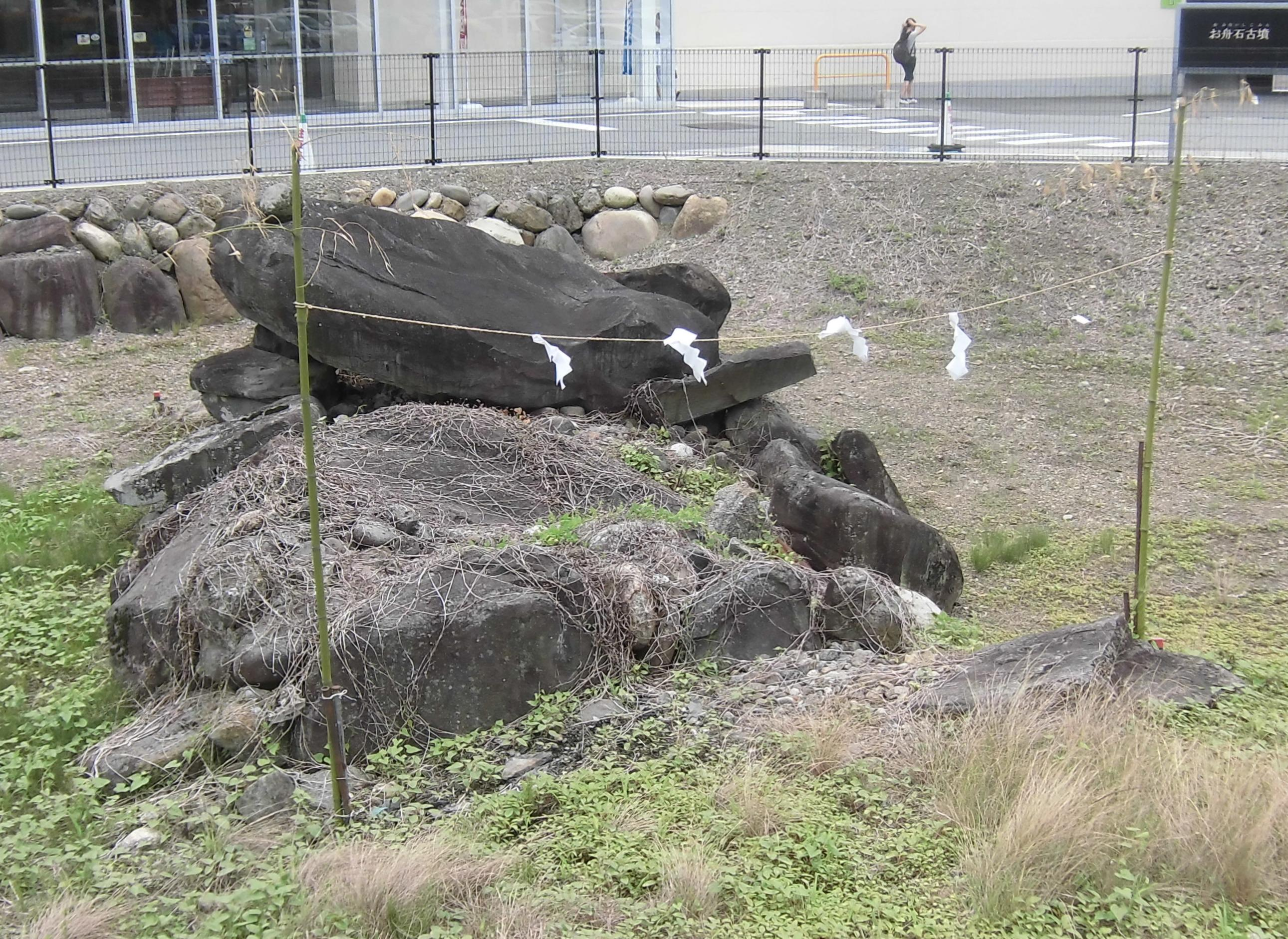
馬歯が出土した甲斐市志田のお舟石古墳

考古学的には、4世紀はヤマト王権による中央集権化に伴い東国の軍事的征服が行われている時期で、この頃には朝鮮半島から乗馬風習が伝来している。甲府盆地では畿内から東海地方を経て古墳文化が流入し、盆地南部の曾根丘陵（甲府市）において定着する。曾根丘陵に展開された米倉山・東山古墳群では4世紀から畿内色の強い前方後円墳が出現し、大和の三輪氏と共通の信仰が持ち込まれていることから、ヤマト王権から派遣された甲斐国造によって築造されていたと考えられている。
この頃には甲府市塩部の塩部遺跡の方形周溝墓から4世紀後半代の馬歯が、甲府市下向山町の東山北遺跡の方形周溝墓からは4世紀末の馬歯が出土している。また、甲府市の横根・桜井積石塚古墳群の石室内や甲斐市志田のお舟石古墳の周溝からも古墳時代の馬が出土している。山梨県を含む中部高地では西日本に先行する列島最古級の時期に馬の資料が出現しており、長野県長野市の篠ノ井遺跡からも4世紀後半代の馬歯が出土している。
一方で、近年は西日本でも古墳前期にあたる大阪市の西岩田遺跡や八尾市の亀井遺跡などで東日本とのギャップを埋める最古級の馬遺体が出土しており、この時期の馬を古墳時代中期以降の本格的な馬導入とは区別した「散発的渡来」と位置づける説もある。
馬の年齢は馬歯の摩耗状態から推定する手法が確立されており、この手法に拠れば山梨県の古墳時代の馬では塩部遺跡で4歳、横根・桜井積石塚古墳群で弱齢、三個体が出土したお舟石古墳で4歳から6歳と、弱齢の傾向にあることが指摘されている。
東山古墳群では4世紀後半に最大規模の甲斐銚子塚古墳が出現する。銚子塚古墳の被葬者はヤマト王権と強い関係を持ち、東国経営において重要な役割を果たした人物であると考えられているが、これを記紀に記されるヤマトタケルの東征の途上に立ち寄った酒折宮伝承と関係付ける説がある。これはヤマト王権の東国制覇を反映していると考えられている東征において、ヤマトタケルを饗応した御火焼之老人を甲斐の在地首長とするもので、黒駒伝承と並び古代甲斐とヤマト政権を結ぶ伝承であると位置づけられている。一方年代的な問題や他の伝承から老人は坂東地方の国造と考えられ、また4世紀後半の築造という年代から甲斐国造の始祖である塩海宿禰の墓と見る説もある。
甲府盆地では黒駒伝承の時期にあたる5世紀以降に中道勢力が弱体化し、盆地各地へ勢力が拡散し中小規模の古墳が築造されている。5世紀後半には部民が設置され、中道勢力の首長権力を継承した盟主墳である考えられているかんかん塚古墳（茶塚）からは山梨県最古の5世紀後半の馬具が出土し、新興勢力の王塚古墳・大塚古墳などでも馬具が出土している。現在のところ馬産や貢上が行われていた確証はなく、雄略朝の黒駒伝承が同時代の歴史的事情を反映しているかは不明。

### 古代・中世前期の馬
古代・中世には集落遺跡からの出土が増加し、甲府盆地の北縁や西部、東部をはじめ、盆地以外の北巨摩や郡内にも馬の出土事例が分布する。一般に西日本では牛が多く東日本では馬が多いことが指摘されているが、山梨県では古代には牛と馬がほぼ同率で出土するのに対し、中世には牛の出土が激減し、馬が増加する。また、甲府市朝気の朝気遺跡から出土した平安時代の馬遺体など、馬は丁重に埋葬された事例が多いことも指摘される。
中世の八田牧（八田荘）の前身集落と考えられている南アルプス市百々（どうどう）の百々遺跡からは多数の牛馬骨が出土し、平安時代の馬の全身骨格四体が出土している。百々遺跡出土の馬は4歳前後の若齢で、体高125センチメートル±10センチメートルと推定されている。『延喜式』に拠れば御牧から貢納されていた馬は4歳前後と記されており、死馬の皮革や骨の利用も行われていたという。百々遺跡の馬は若齢であることから、基準に満たない馬を処分して、皮革を利用したとも考えられている。
中世には武家居館周辺の集落と考えられている南アルプス市の大師東丹保遺跡から馬が出土しており、これらは10歳前後の年齢構成で、同遺跡から水田遺構が検出されていることから、農耕馬としての利用であったと考えられている。

#### 馬産に関する施設
山梨県では八ヶ岳南麓地域を中心に方形竪穴状遺構が多く分布する。方形竪穴状遺構は全国的に12世紀から確認され、地面を掘り窪めた建物跡である。その用途は不明であるが一部で鉄滓が出土することから鍛冶遺構とする説のほか、現代の聞き取り調査や民俗事例との比較から、これを馬小屋とする説もある。

### 戦国時代の馬

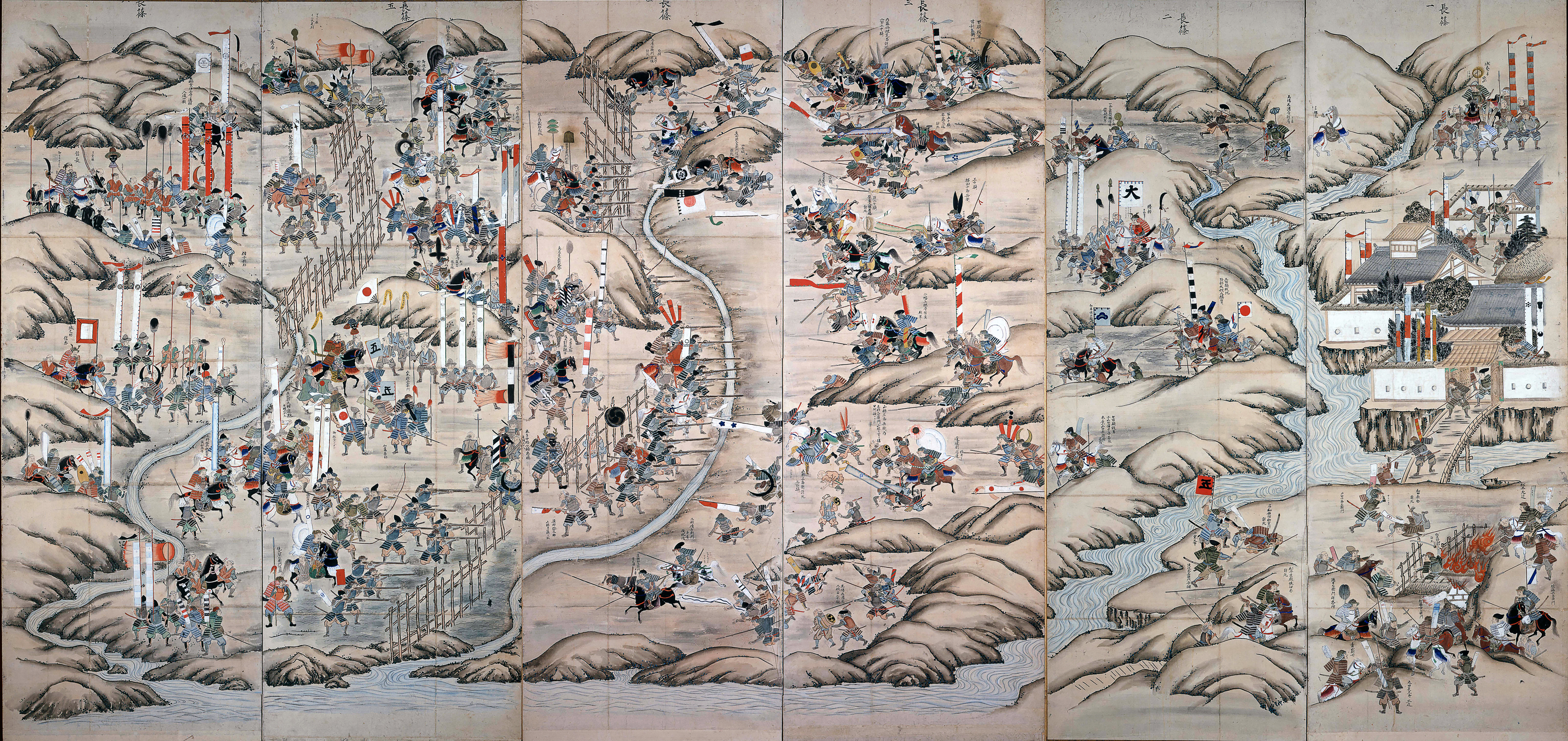
長篠の戦い

戦国時代の甲斐国では「武田の騎馬隊」と称される騎馬隊が著名であるが、平安・鎌倉期と比して馬遺体の出土事例は少ない。甲府市武田の武田氏館跡の西曲輪南虎口からは戦国時代の馬の全身骨格が出土し、体高は115.8センチメートルから125.8センチメートルと推定されている。
『甲陽軍鑑』巻一では武田信虎と晴信（信玄）の親子確執を示す逸話として青年期の晴信が所望した名馬「鬼鹿毛」が登場し、鬼鹿毛の体高は四尺八寸八分（約148センチメートル）であったとしている。『甲陽軍鑑』の成立した江戸時代初期には体高150センチメートル前後の馬を最大級とする認識があったとも考えられている。
天正3年（1575年）5月21日に武田勝頼は三河国長篠における長篠の戦いにおいて、織田信長・徳川家康に敗退する。長篠の戦いは鉄砲隊を用いた織田・徳川勢に対して騎馬隊で突撃戦術を行った武田方が敗退したとする図式が存在するが、近年は武田の騎馬隊、織田の鉄砲隊に関しては議論が存在する。
日本における中世の馬は現代のサラブレッドに比較して小型であり、体高147センチメートル以下の馬を指すポニー程度であったとする説がある。戦国期の馬は資料が少ないが、平安・鎌倉期の馬はおおむね147センチメートル以下の「ポニー」に属することが指摘されるが、絵画史料に描かれる在来馬の馬体が頑強に描かれていることから、大鎧を着た武者を乗せる騎馬に耐えられる能力を有していた点も指摘される。

## 黒駒伝承と馬の民俗・文化
『聖徳太子伝暦』に見られる聖徳太子と甲斐の黒駒に関わる伝承は山梨県や奈良県に残されている。
山梨県で黒駒伝承や聖徳太子開創伝説を持つ寺院、「黒駒」地名や黒駒由来の地名、太子像や太子像図などが数多く残されている。これらの伝承は主に富士山周辺や古代官道である甲斐路（御坂路）のルート上、あるいは浄土真宗において聖徳太子が崇拝されたため、真宗寺院において黒駒伝承が分布している。また、近世には下山（身延町下山）を本拠とする下山大工ら建築関係者が「太子講」を形成したため、これに関係した黒駒伝承も見られる。
富士山は古代から噴火を繰り返したため崇拝を受け地元では浅間大神を祀り遙拝していたが、中世には修験者が富士登拝を行う山岳信仰が成立し、近世には関東を中心に富士講が成立した。これらの富士信仰と関係し中世には黒駒太子が描かれた『富士曼陀羅図』など絵画の画題になったほか、富士山麓では太子や黒駒に関係する地名や信仰遺跡が残されている。
日本では長野県や東北地方、南九州など伝統的な馬産地域において馬刺しなど馬肉（桜肉）を食する文化があり、山梨県にも馬肉文化が残されている。山梨県において考古学的には馬に限らず肉食に関する確実な証拠は乏しく、未解明の部分が多い。百々遺跡から出土した平安期の馬は皮革利用が行われていたされ、解体された馬肉は食用とされていたとも考えられている。
山梨県立博物館では、「甲斐の黒駒」と題した古代甲斐と馬や牧に関する展示が行われている。